# Fargues de l'Arion
Les Fargues de l'Arion (Olea europaea var. europaea) és un conjunt d'oliveres remarcables que es troba a Ulldecona (el Montsià).

## Dades descriptives
- Perímetre del tronc a 1,30 m: 7,9 m.
- Perímetre de la base del tronc: 18,86 m.[1]
- Alçada: 6,5 m.
- Amplada de la capçada: 16,8 m.
- Altitud sobre el nivell del mar: 185 m.

## Entorn
Es troben en camps ascendents, secs i pedregosos, d'oliveres i d'algun garrofer. S'hi observa també el cirerer de Santa Llúcia (Prunus mahaleb), la servera i algun rebrot de lledoner. Quant a plantes, hi veiem l'esparreguera boscana, la rogeta, el boixac, la ravenissa groga, la dent de lleó i la malva de fulla rodona (Malva neglecta). Pel que fa a la fauna, hi ha la merla, el tord, l'estornell vulgar, el pinsà, el verderol, el tallarol de casquet, el duc, l'escurçó i el conill de bosc.

## Aspecte general
Són desenes d'oliveres espectaculars (segons l'Ajuntament d'Ulldecona, n'hi ha 35 considerades remarcables), amb formes sorprenents, velles, algunes plenes de forats i amb cert nivell de deteriorament a la soca, però la majoria dels arbres presenten un aspecte saludable. Hi ha alguna olivera molt envellida i empobrida, però més que tractar-se d'un problema fitosanitari (a la finca, s'hi fan tractaments periòdics contra les plagues), sembla més aviat un efecte de la seua senectut. La farga més grossa presenta algun punt de putrefacció, que es deu a algun orifici que reté aigua en alguna branca vella. Al final de la finca, s'hi pot trobar una olivera molt alta, que supera els 14 metres d'alçada.

## Curiositats
Van ésser declarats arbres monumentals el 1997 i formen part de l'Itinerari de les Oliveres Mil·lenàries senyalitzat pel Consell Comarcal del Montsià. L'any 2007, la Farga va rebre el premi a la millor olivera monumental d'Espanya (AEMO-Asociación Española de Municipios del Olivo). La concentració d'oliveres mil·lenàries més nombrosa al Montsià es troba a Ulldecona i a la finca de l'Arion (30 ha) només n'hi ha prop de 200 de la varietat farga, de les quals unes 60 són de considerables dimensions. La família Porta-Ferré, propietària de la finca, envasa i comercialitza el primer oli certificat exclusivament de les oliveres mil·lenàries més grosses.

## Accés
Des d'Ulldecona, cal agafar la carretera que duu a la Galera. Quan hi hem recorregut uns 4 quilòmetres, a mà esquerra, trobarem l'entrada a la finca de l'Arion. GPS 31T 0282145 4500358.